# Lletera

Lletera italiana d'acer (bidó).

Lletera, com a recipient, denomina a un conjunt d'atuells per transportar la llet, de molt diversa morfologia i grandària, encara que en general de forma cònica o cilíndrica. També es va dir així als càntirs de llet.

## Ús

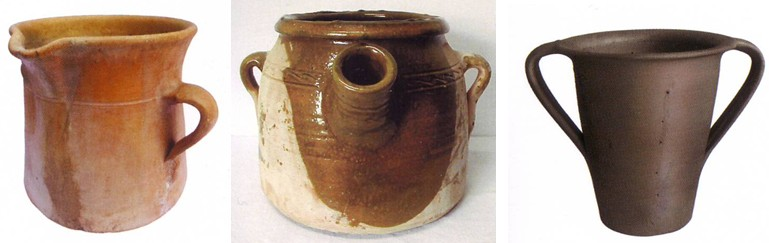
Recipients de la terrisseria tradicional espanyola utilitzats per munyir, emmagatzemar, conservar o tractar llet de cabra, ovella i bestiar major, i els seus derivats: sèrum, formatge, mató, etc. D'esquerra a dreta: ferrada de Lloseta (Mallorca), gerro de munyiment de Sogorb (Castelló), i formatgera asturiana, terrisseria negra de Flames del Mouro (Cangas de Narcea).

Els estudis arqueològics, antropològics i etnogràfics permeten suposar que les lleteres de l'Antiguitat eren atuells o cubetes de fusta, com les d'ús popular per implicar l'aigua, sistema de transport que a les zones rurals d'Europa perduraria fins a començaments del segle xx. A Espanya, i de aquesta àmplia galeria de recipients i contenidors, i a més dels atuells com el càntir lleter, podrien esmentar-se peces més curioses, com la herrada, típica en les cultures de pasturatge (ovelles, cabres) i explotació de bestiar boví, com a recipient de munyiment. o la sella, comú des de Galícia al conjunt etnogràfic de les valls pirinenques, tant a Espanya com a França.

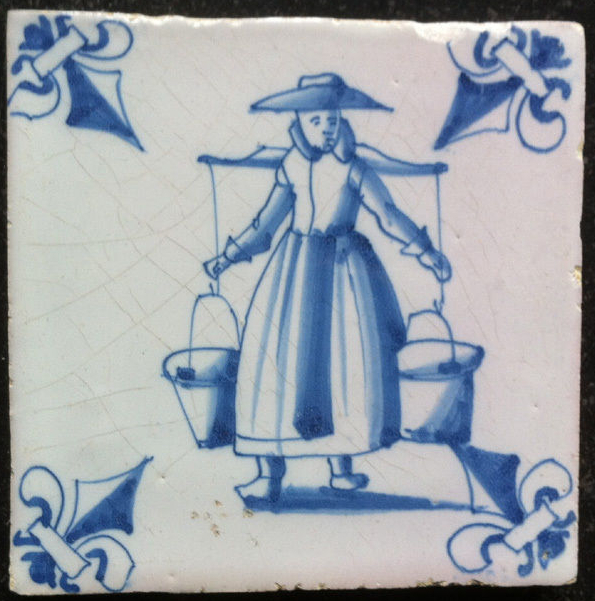
Taulell de Delft, cap a 1700. Dona transportant llet.

Tradicionalment, la llet es recollia i distribuïa en baldis amb tapa o sense i un rosteix o altres tipus de recipients oberts, com els càntirs que transportaven les dones sobre el cap o els animals de càrrega en les seves acémilas; o bé es portaven en galledes penjant dels extrems d'un tipus lleuger de jou de fusta. Amb la industrialització de l'agricultura i el ferrocarril, els productors làctics van dissenyar diversos models de barrils, petites botes i similars recipients cilíndrics amb capacitat per uns 65 litres, que a partir de la dècada de 1850 es van anar substituint per contenidors metàl·lics.

## Tipologia i evolució
L'abundant iconografia dels recipients dedicats a l'explotació i comerç de la llet permet seleccionar una molt elemental mostra de l'evolució de les lleteres:

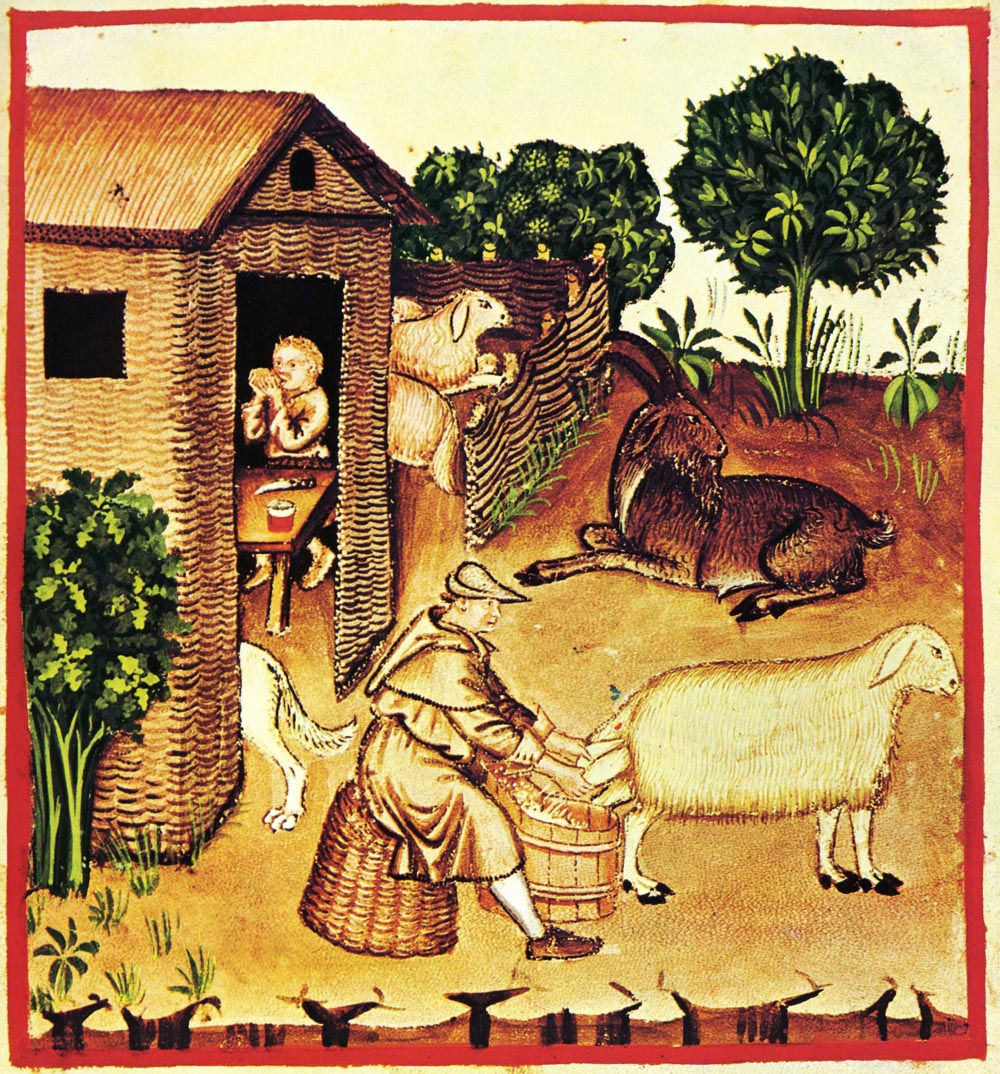
Il·lustració del "Tacuinum Sanitatis" (segle XIV). Biblioteca Casanatensis, Roma).
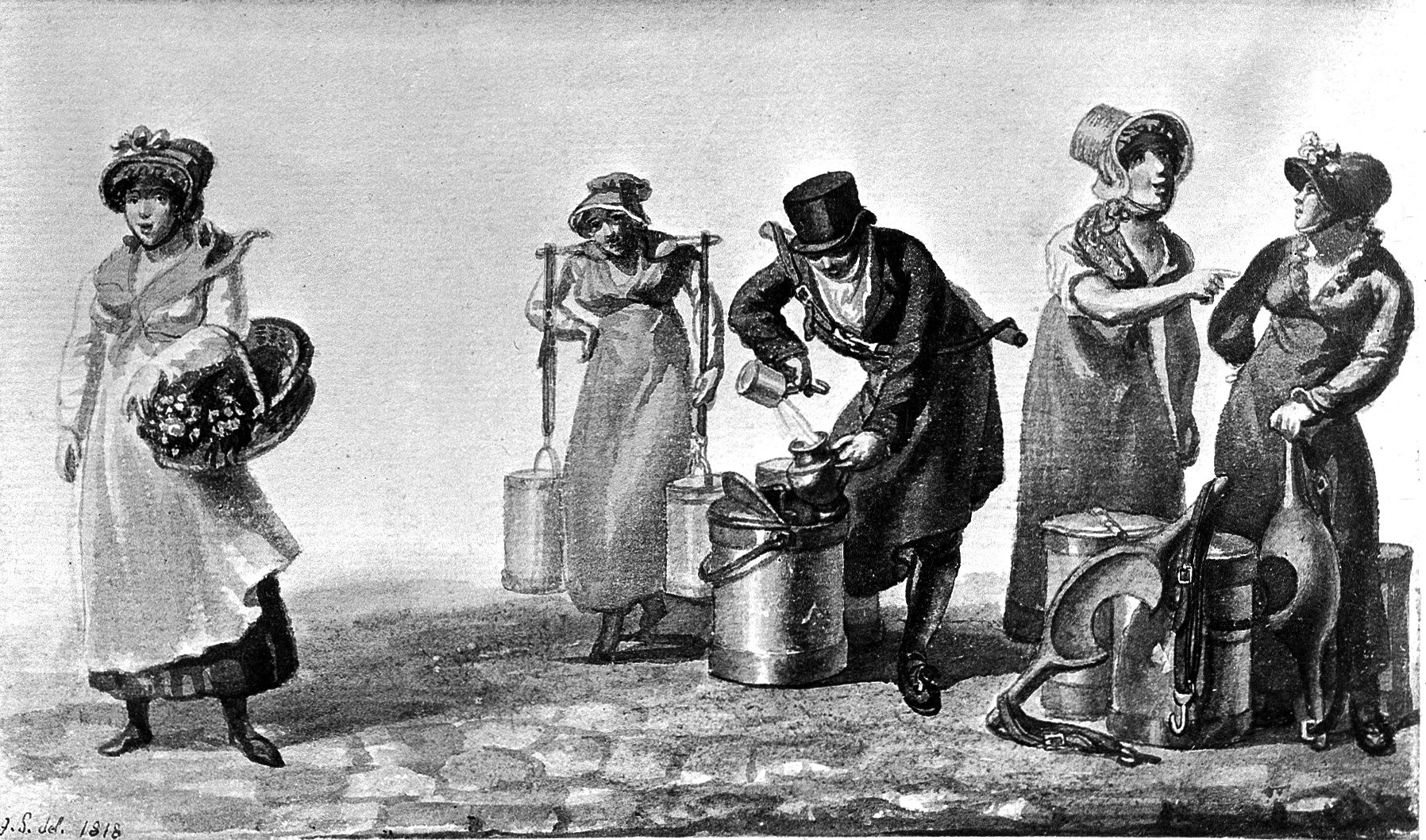
Repartiment de llet en 1818.
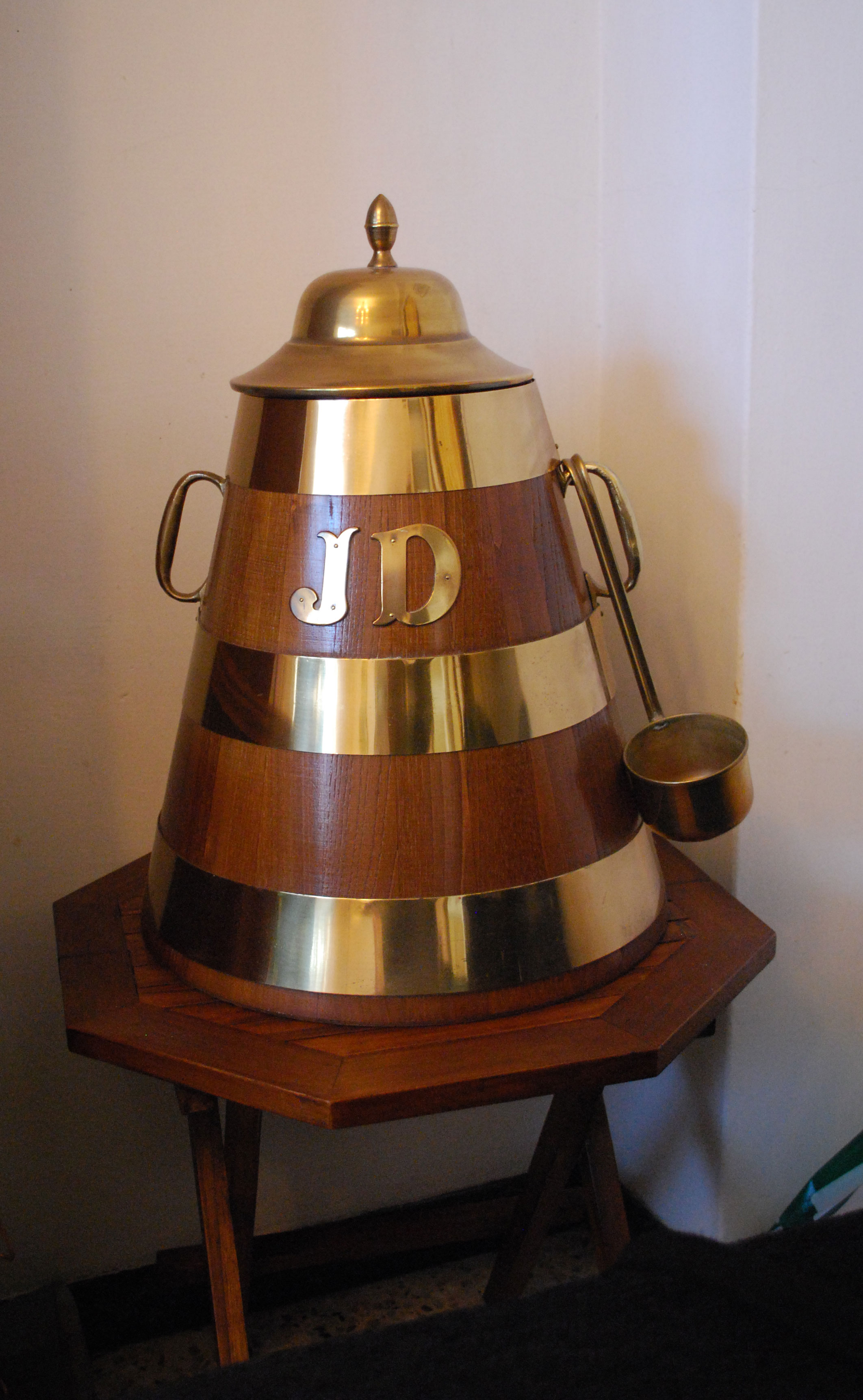
Sella de la Ria de Betanzos (Galícia).
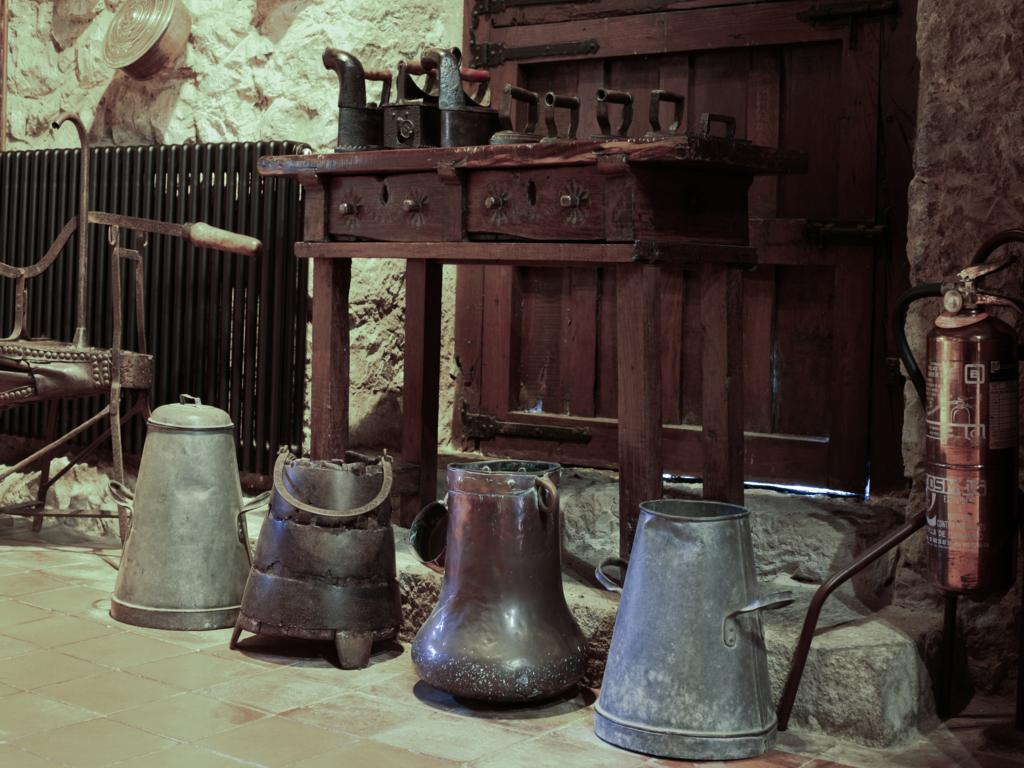
Tipus en el Museu Etnogràfic de Cantàbria.
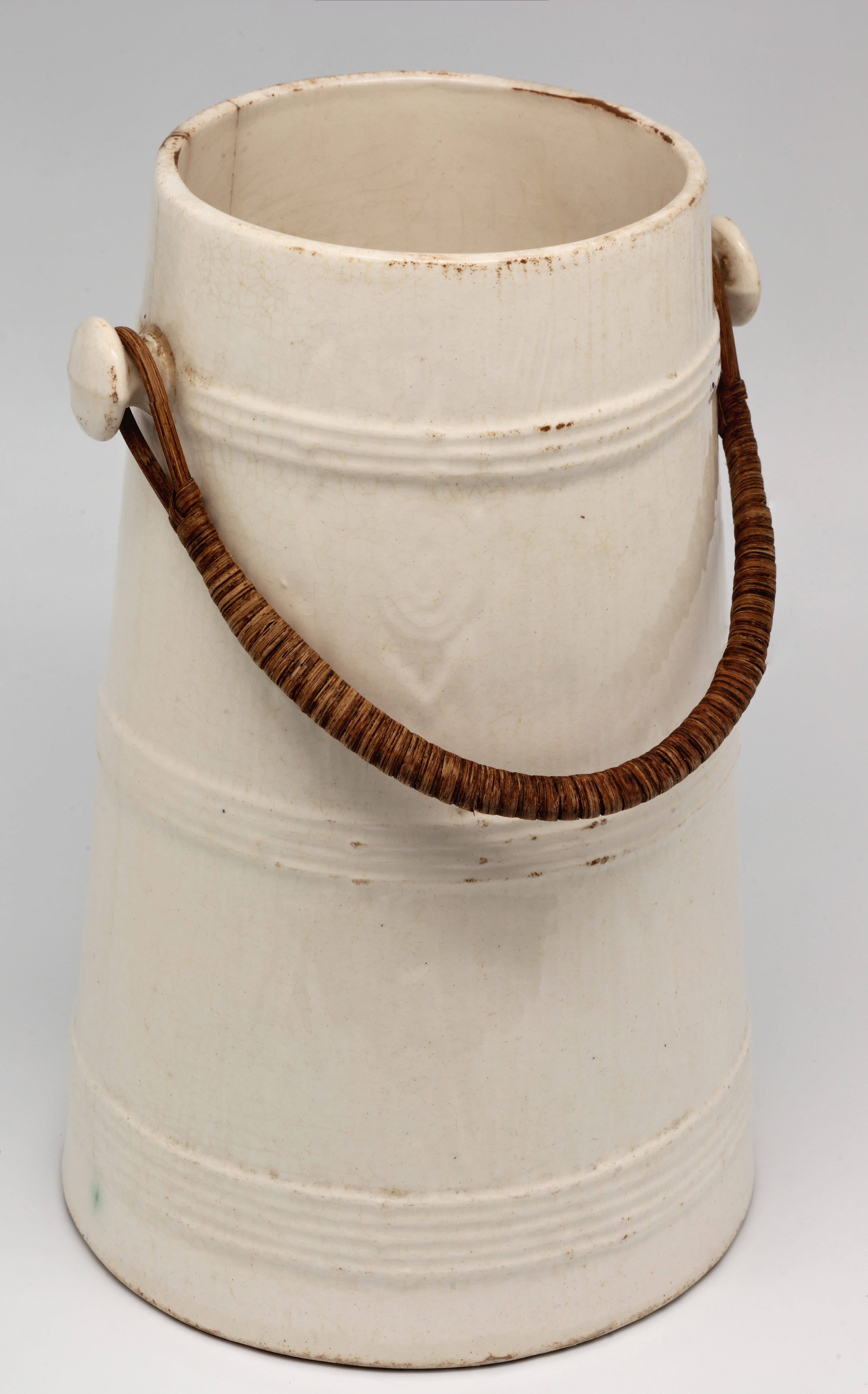
Lletera francesa del segle xix, de pisa de Creil-Montereau.
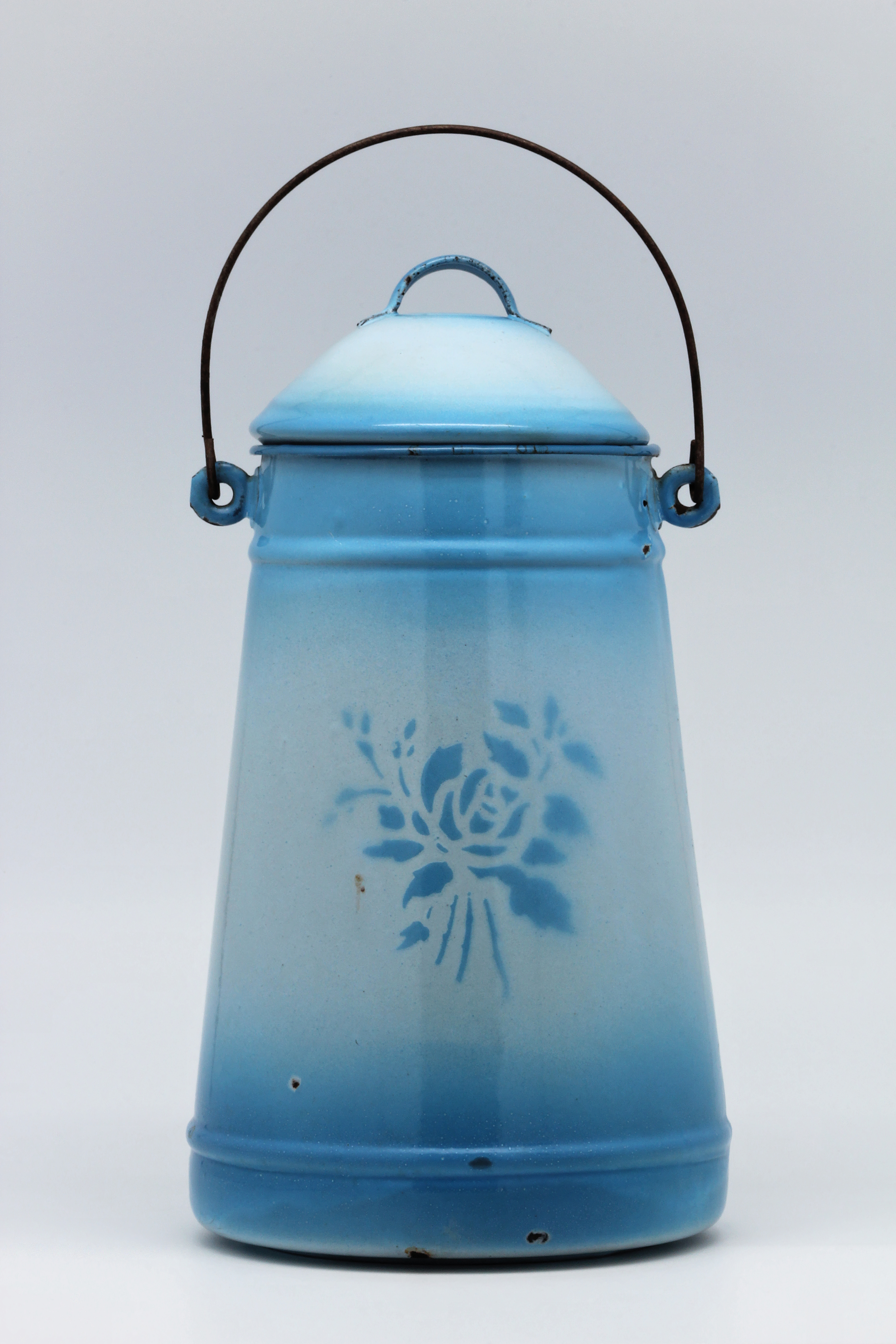
Lletera francesa, de metall esmaltat.

## Catalunya
El recipient tradicional a Catalunya per desar la llet és metàl·lic, com es pot observar a la fotografia de la dreta.

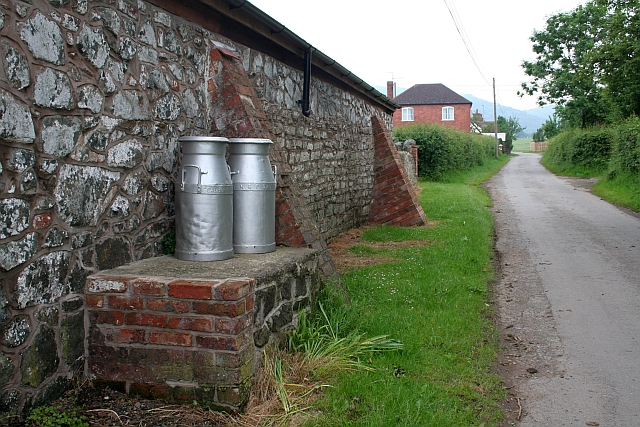
Recipient Metàl·lic

A Catalunya, encara actualment, al Pirineu hi han molts pagesos dedicats a la llet. De fet, la cooperativa, més important del territori és la Cooperativa Lletera Cadí de la Seu d'Urgell que recull llet d'arreu del Pirineu, revenent-la a Catalunya i també a l'estranger, sobretot a França.

### Cooperativa Lletera del Cadí
La Cooperativa Lletera del Cadí (Cadí SCCL) és una entitat fundada el 1915 a la Seu d'Urgell per Josep Zulueta per intentar la reconversió de l'Urgellet, afectat per la fil·loxera i la crisi cerealista, combinant la sembra de prats amb la comercialització cooperativa de la llet i els seus derivats. El 1935 es fusionà amb la Cooperativa Lletera de Bellver de Cerdanya. El 1983 la seva producció fou de 3.710 tones de formatge, 421 de mantega i 917 de lactosa, a més de la recollida de llet de la comarca de l'Alt Urgell i la Baixa Cerdanya.
Actualment és una de les cooperatives ramaderes que van formar l'empresa Llet Nostra amb la fi d'evitar els intermediaris que s'enduien la major part dels beneficis obtinguts. A més dels productes de Llet Nostra també comercialitza com a marca Cadí: llet, Formatge de l'Alt Urgell i la Cerdanya, Mantega de l'Alt Urgell i la Cerdanya, aquests dos últims amb Denominació d'Origen Protegida (DOP) i mató amb el nom de Mató del Pirineu.
La Cooperativa es troba a l'Eixample de la Seu i té una nau a la partida d'Estaó.